# 4066-os busz
A 4066-os jelzésű autóbuszvonal Kazincbarcika, (Sajóivánka –) Sajókaza és Sajógalgóc között húzódik, amelyet a MÁV Személyszállítási Zrt. üzemeltet.

## Útvonala
A Borsod-Abaúj-Zemplén megyei Kazincbarcika kisebbik buszállomásáról, az egykori Borsodi Vegyi Kombinát (ma BorsodChem) mellett elhelyezkedő Szent Flórián térről indul. Útját az Irinyi János úton kezdi el a belváros felé, egészen a Sajókazinc területén fekvő temetőjéig, valamint a Jószerencsét úton, majd a Mátyás király út irányába tart. A Tardona-patak folyásának mentén, illetve a Csónakázó-tóhoz közel halad, az egykori kazincbarcikai strand megállójából néhány járat indul csak úgy, mint a Kertváros területén fekvő 2-es számú (Kazinczy Ferenc Általános Iskola) iskolától is tanítási napokon. A város első tízemeletes társasházai között ér a kazincbarcikai autóbusz-állomásra. Innen tovább az Egressy Béni úton megy, majd az Építők útján a városi kórház irányába tart. Onnan az Alsóvárosi körúton közlekedik tovább Alsóváros részébe, míg nem a Tesco áruház felé, Felsőbarcika térségében elhagyja a várost.
Vonalvezetése a 26-os főúton tart. Ennek keretében párhuzamosan hajt a Miskolc–Bánréve–Ózd-vasútvonallal a bánrévei szlovák határátkelő irányába, néhol dimbes-dombos, néhol sík területen. Az Északmagyarországi Regionális Vízművek fő telepe és a szocializmusból megmaradt Tsz telep (Harnócpuszta) mellett is elhalad, így ér Sajóivánkára. A község kettő területre oszlik, melynek egyik része a főúton található (térképen Sajóivánka vm., Állomás utca néven), másik része innen délre, egy dombon terül el, utóbbit jóval kevesebb járat érinti, a 4066-os buszok ezek közé tartoznak. Sajóivánkán belül a legtöbb indítás kettéágazik Sajókaza település irányába (alig pár továbbközlekedő járat tesz kitérést), a Sajó parti községnek központja is bejárt, de legfőképp Sólyomtelep része, aminek buszfordulójában szép számmal végállomásoznak a buszok.

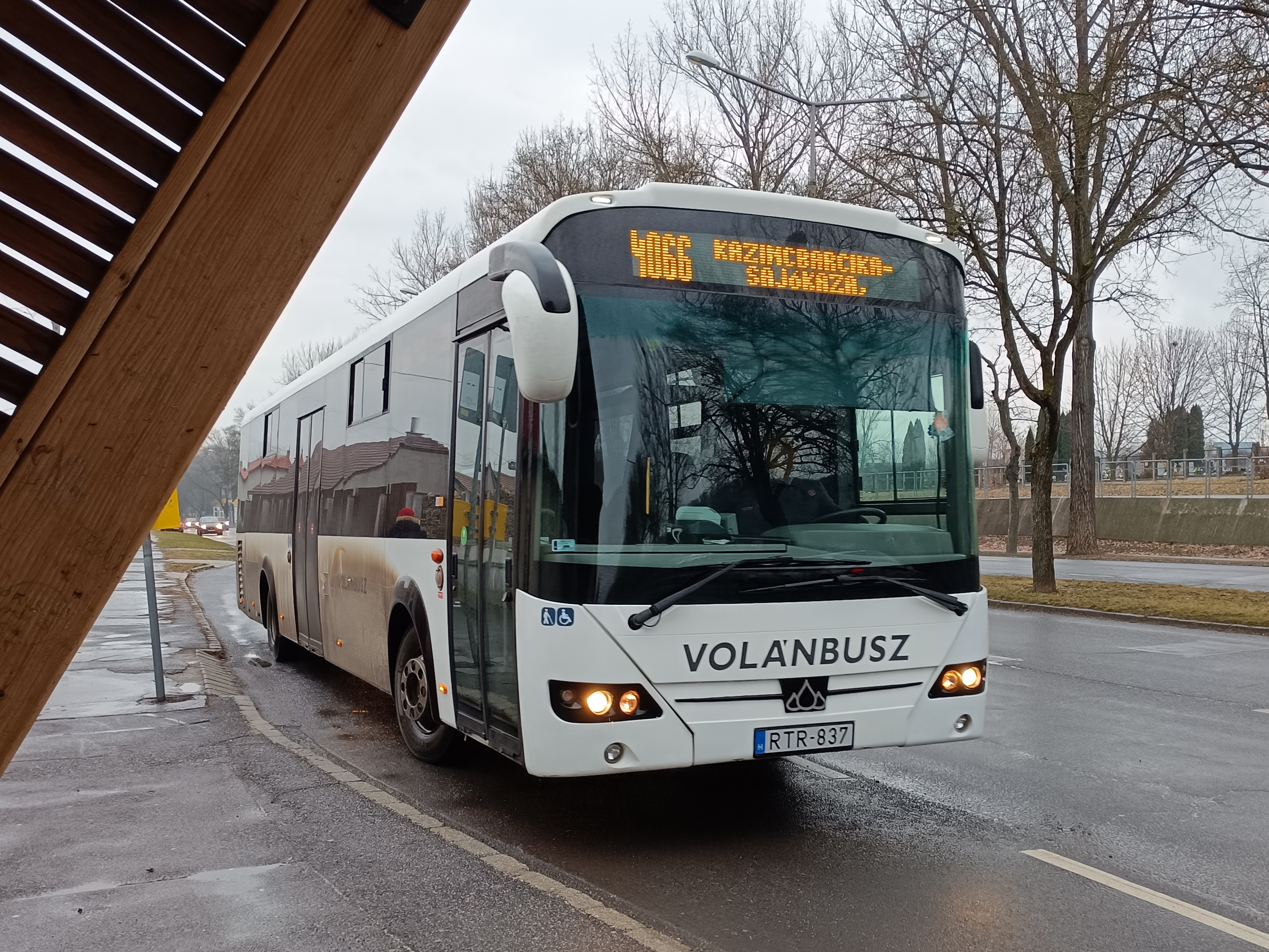
A Szent Flórián tér felől megy a városba

A vonal másik ága a szintén Sajó folyó parti Vadnát szeli át, melynek bányai eredetű tava (Vadna Park területén) közelében tovább marad a 26-os főuton, azzal csak a sajóvelezdi és a sajógalgóci elágazásokban szakít. Utolsó kilométereiben átjár a 92-es vasútvonalon és a hegyek közt megbúvó zsákfaluba, Sajógalgócra érkezik. Az autóbuszok a vegyesboltjánál fejezik be útjuk.

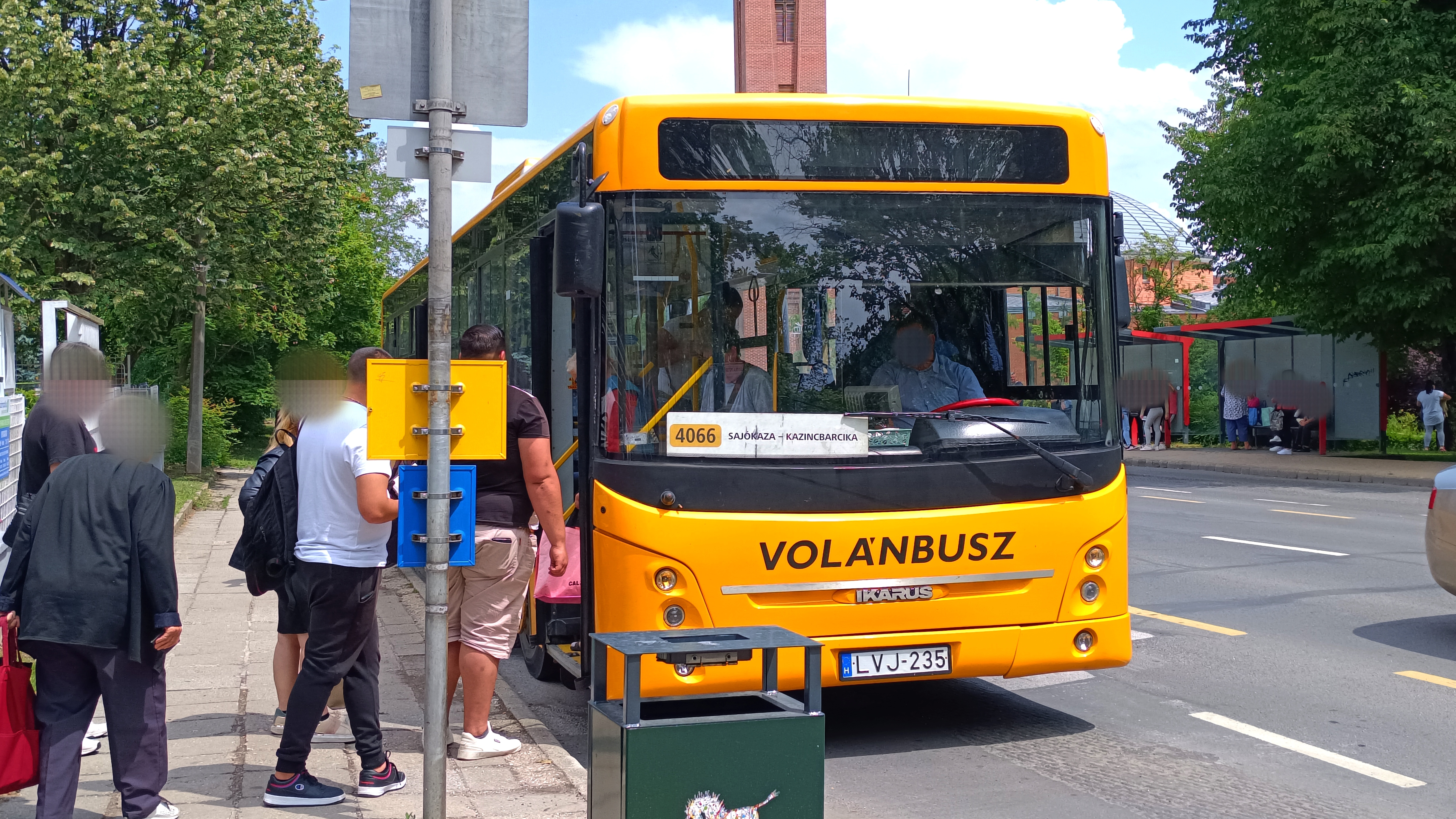
Nagy a nép

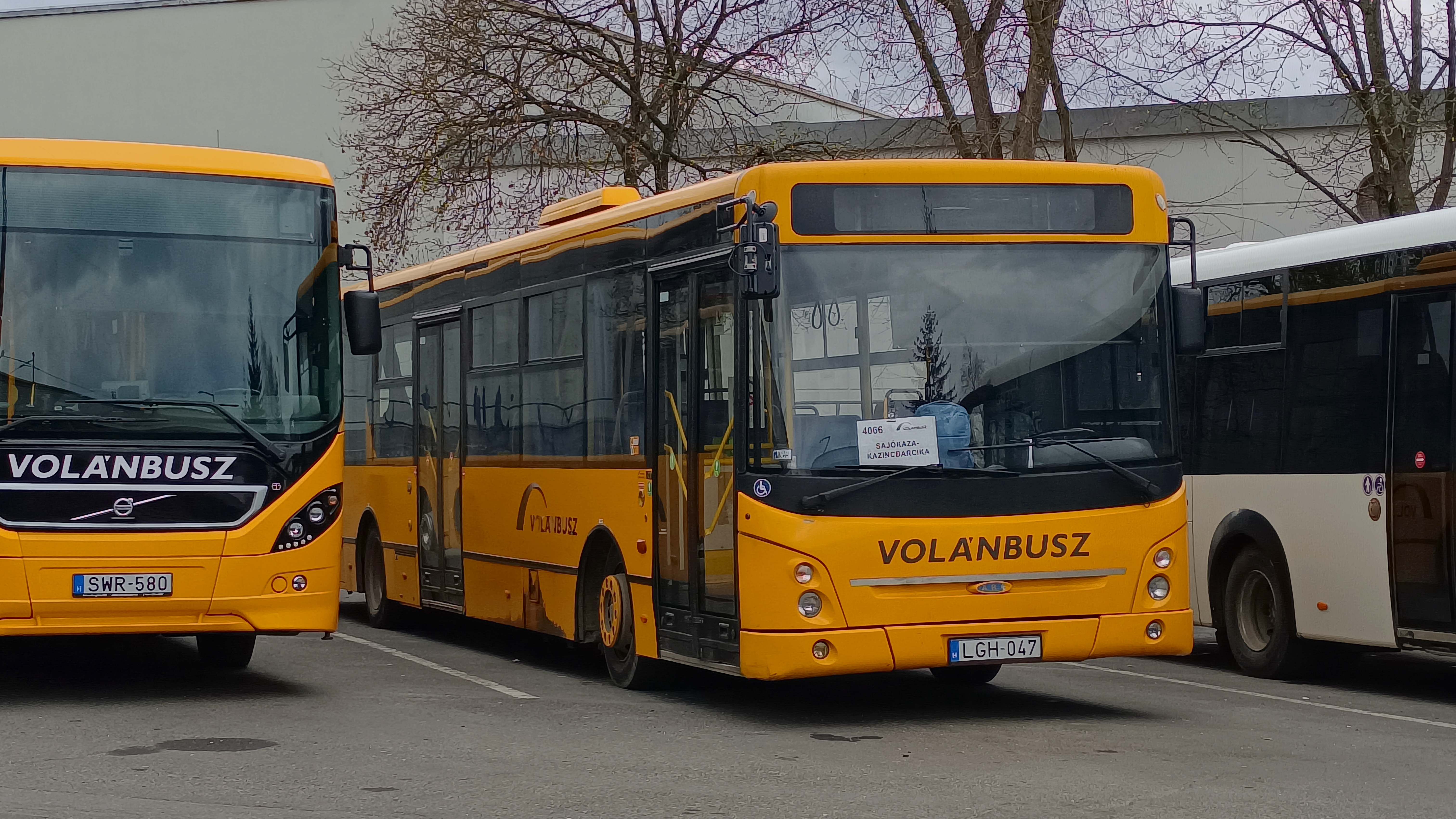
Változatos a járműpaletta Sajókazára

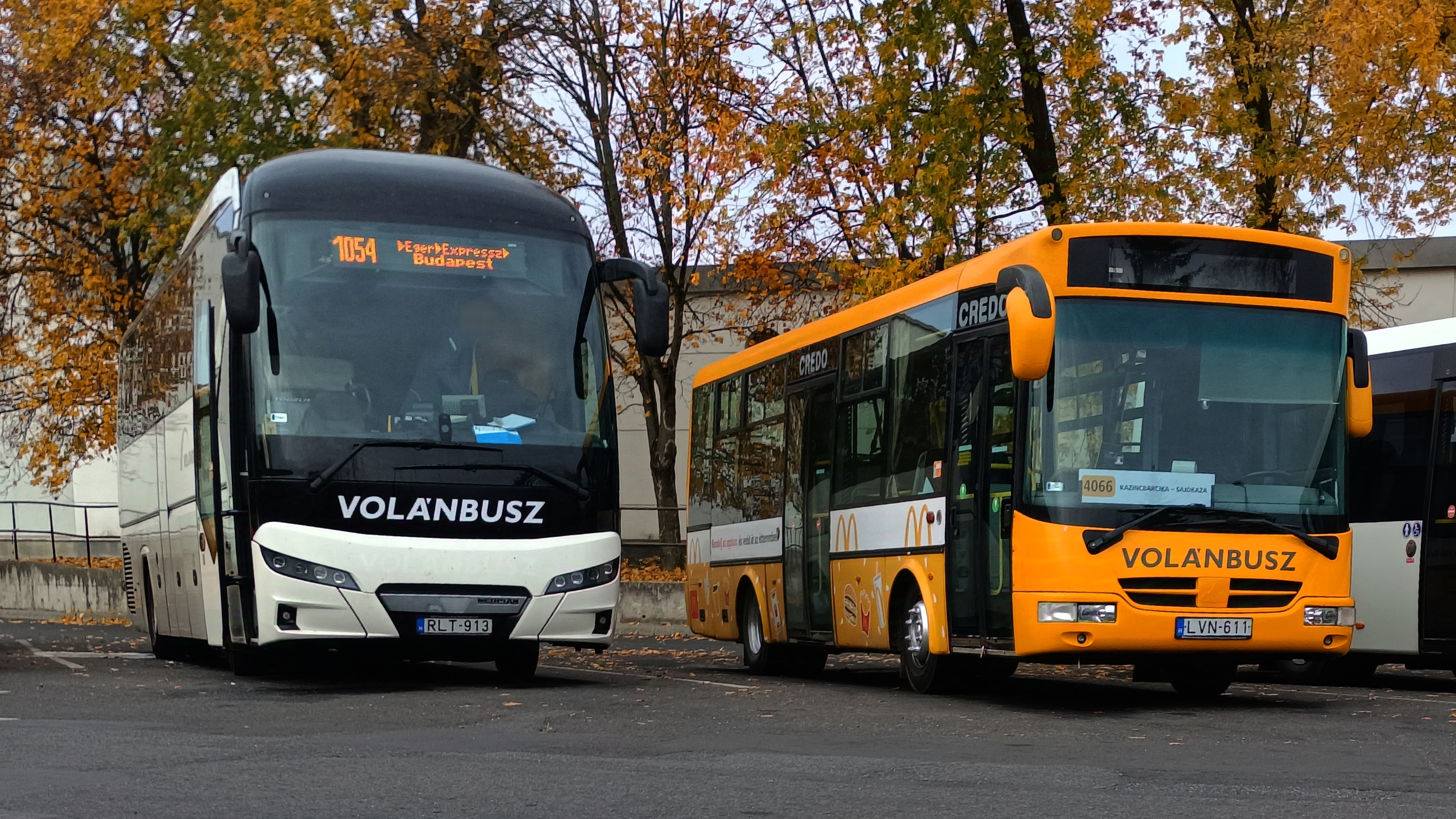
Egymás mellett: egyik 10 kilométert, másik 19-szeresét teszi

## Közlekedése
Indításai minden nap történnek, sűrű jelleggel. A legtöbb járat csak Kazincbarcika autóbusz-állomása és Sajókaza között közlekedik, a sűrű lakottságú település hétköznapjaiban nem kicsi a tömegközlekedést igénybevevők köre (leginkább iskolások, többletjáratok is indulnak iskolás reggeleken), azonban hétvégén mindössze elég, hogy más pontokra közlekedő buszjáratok betérjenek a községbe (lásd: Sajókaza és Sajógalgóc kapcsolata). A buszvonal minden pontját elsősorban ezek a buszvonalak is és több is feltárja.

### Sajókaza kapcsolata
- Kazincbarcika, Szent Flórián tér–26-os főút–Sajókaza útvonalon autóbusszal 1 vonallal (4061),
- Kazincbarcika, Szent Flórián tér–Kazincbarcika, városháza–Sajókaza útvonalon autóbusszal 1 vonallal (4067),
- Kazincbarcika, Szent Flórián tér–Kazincbarcika, autóbusz-állomás–Sajókaza útvonalon autóbusszal 2 vonallal (4059, 4065),
- Kazincbarcika, autóbusz-állomás–Sajókaza útvonalon autóbusszal 3 vonallal (4057, 4060, 4069) biztosított.

### Sajógalgóc kapcsolata
- Kazincbarcika, Szent Flórián tér–26-os főút–Sajógalgóc útvonalon autóbusszal 1 vonallal (4062, 4063),
- Kazincbarcika, Szent Flórián tér–Kazincbarcika, autóbusz-állomás–Sajógalgóc útvonalon autóbusszal 1 vonallal (3773),
- Kazincbarcika, autóbusz-állomás–Sajógalgóc útvonalon autóbusszal 1 vonallal (4065) biztosított.

### Törzsjárművei
Kazincbarcika és Sajókaza / Sajógalgóc között kizárólag szóló autóbuszok közlekednek. Jelenleg Credo Econell 12 járművek uralják az erre közlekedő járműpalettát, de más vidékeken közlekedő buszok is egy járatpár erejéig kijönnek a településekre. Ezen kívül jártasak az ARC és a Volvo gépek is.
- a JHF-088 rendszámú Volvo Alfa Regio,
- a KXG-397 rendszámú Volvo Alfa Regio,
- az LMP-203 rendszámú Ikarus E127,
- az LVJ-235 rendszámú Ikarus E134,
- az LVN-611 rendszámú Credo EN 9,5,
- az NML-852 rendszámú Irisbus Crossway,
- az NML-991 rendszámú Irisbus Crossway,
- az NRL-931 rendszámú Mercedes-Benz Intouro,
- az NZM-436 rendszámú Credo Econell 12,
- az NZM-437 rendszámú Credo Econell 12,
- az RTR-832 rendszámú Credo Econell 12,
- az RTR-836 rendszámú Credo Econell 12,
- az RTR-837 rendszámú Credo Econell 12,
- az RTR-838 rendszámú Credo Econell 12,
- az RTR-840 rendszámú Credo Econell 12,
- az SSM-524 rendszámú Credo Econell 12,
- az SSM-527 rendszámú Credo Econell 12,
- az SSM-528 rendszámú Credo Econell 12,
- az SSM-581 rendszámú Credo Econell 12,
- az SWR-579 rendszámú Volvo 8900,
- az SWR-580 rendszámú Volvo 8900 autóbuszok.

### Csatlakozást biztosít
- Kazincbarcika, kórház megállóhelyen – Miskolc felé/felől autóbuszra (3765).

| Viszonylat                                            | Indításszám       | Közlekedési rend          |
| ----------------------------------------------------- | ----------------- | ------------------------- |
| Kazincbarcika, Szent Flórián tér ➝ Sajógalgóc, temető | 1 oda             | tanítási napokon          |
| Kazincbarcika, Szent Flórián tér ➝ Sajógalgóc, temető | 2 oda             | tanszünetben munkanapokon |
| Kazincbarcika, strandfürdő ➝ Sajókaza, Sólyombánya    | 1 oda             | tanítási napokon          |
| Kazincbarcika, II. számú iskola ➝ Sajógalgóc, temető  | 1 oda             | tanítási napokon          |
| Kazincbarcika, aut. áll. ➝ K.barcika, strandfürdő     | 1 oda             | tanítási napokon          |
| Kazincbarcika, aut. áll. – Sajókaza, Sólyombánya      | 15 oda, 14 vissza | tanítási napokon          |
| Kazincbarcika, aut. áll. – Sajókaza, Sólyombánya      | 15 oda, 13 vissza | tanszünetben munkanapokon |
| Kazincbarcika, aut. áll. – Sajókaza, Sólyombánya      | 6 oda, 5 vissza   | szabadnapokon             |
| Kazincbarcika, aut. áll. – Sajókaza, Sólyombánya      | 5 oda, 3 vissza   | munkaszüneti napokon      |
| Kazincbarcika, aut. áll. – Sajógalgóc, temető         | 3 oda, 1 vissza   | tanítási napokon          |
| Kazincbarcika, aut. áll. – Sajógalgóc, temető         | 2 oda, 1 vissza   | tanszünetben munkanapokon |
| Kazincbarcika, aut. áll. – Sajógalgóc, temető         | 2 oda             | szabadnapokon             |
| Kazincbarcika, aut. áll. – Sajógalgóc, temető         | 2 oda, 1 vissza   | munkaszüneti napokon      |
| Sajógalgóc, temető ➝ Sajókaza, Sólyombánya            | 1 oda             | szabadnapokon             |

## Megállóhelyei
| 0 | Kazincbarcika, Szent Flórián tér autóbusz-váróterem végállomás   | 0.0 km  | 1054, 1369, 1384, 1410, 1411 3756, 3763, 3764, 3765, 3766, 3767, 3769, 3770, 3772, 3773, 4040, 4041, 4043, 4044, 4045, 4046, 4047, 4048, 4050, 4052, 4058, 4059, 4061, 4062, 4063, 4065, 4067, 4069, 4070, 4075, 4079, 4080, 4081, 4082, 4083, 4084, 4194 |
| 1 | Kazincbarcika, temető                                            | 0.9 km  | 3756, 3763, 3764, 3765, 3766, 3767, 3770, 3772, 3773, 4040, 4041, 4043, 4044, 4046, 4047, 4048, 4050, 4052, 4059, 4063, 4065, 4067, 4069, 4070, 4075, 4080, 4082, 4083, 4084                                                                              |
| 2 | Kazincbarcika, Mátyás király út                                  | 1.6 km  | 3766, 3767, 4046, 4048, 4067 |
| 3 | Kazincbarcika, strandfürdő vonalközi végállomás                  | 2.0 km  | 3766, 3767, 4046, 4048, 4067 |
| 4 | Kazincbarcika, Árpád fejedelem tér                               | 2.5 km  | 3766, 3767, 4046, 4048, 4067 |
| Tanítási napokon 2 járat által érintett.                                                                           |                                                                  |         | |
| ∫ | Kazincbarcika (Kertváros), II. számú iskola vonalközi végállomás | ∫       | 4B 3766, 4046, 4047, 4048 |
| 5 | Kazincbarcika, autóbusz-állomás vonalközi végállomás             | 3.2 km  | 3, 9 1054 3408, 3756, 3763, 3764, 3765, 3766, 3767, 3770, 3772, 3773, 4040, 4041, 4043, 4046, 4047, 4048, 4050, 4052, 4057, 4059, 4060, 4065, 4069, 4070, 4075, 4080, 4082, 4083, 4084, 4154                                                              |
| 6 | Kazincbarcika, Ifjúmunkás tér                                    | 3.9 km  | 3 3408, 3756, 3763, 3764, 3765, 3770, 3772, 3773, 4040, 4041, 4043, 4044, 4047, 4048, 4050, 4052, 4057, 4059, 4060, 4065, 4069, 4070, 4075, 4080, 4082, 4083, 4084, 4153                                                                                  |
| 7 | Kazincbarcika, kórház                                            | 4.3 km  | 3 1054 3408, 3756, 3763, 3764, 3765, 3770, 3772, 3773, 4040, 4041, 4043, 4044, 4047, 4048, 4050, 4052, 4057, 4059, 4060, 4065, 4069, 4070, 4075, 4080, 4082, 4083, 4084, 4153                                                                             |
| 8 | Kazincbarcika, alsóvárosi iskola                                 | 5.1 km  | 3408, 3770, 3773, 4057, 4059, 4060, 4063, 4065, 4067, 4069, 4153 |
| 9 | Kazincbarcika, ÉRV II. telep                                     | 6.2 km  | 1384 3770, 3773, 4057, 4058, 4059, 4060, 4061, 4062, 4063, 4065, 4067, 4069, 4153, 4194 |
| 10 | Csukástói tanya                                                  | 7.4 km  | 3773, 4057, 4058, 4059, 4060, 4061, 4062, 4063, 4065, 4067, 4069, 4153, 4194 |
| Tanítási napokon 7; tanszünetben munkanapokon 4; hétvégén 1 járat által érintett.                                  |                                                                  |         | |
| ∫ | Sajóivánka, autóbusz-forduló                                     | ∫       | 4061, 4062, 4065 |
| 11 | Sajókaza vasútállomás, bejárati út                               | 8.4 km  | 1054, 1369, 1384, 1410, 1411 3408, 3770, 3773, 4057, 4058, 4059, 4060, 4061, 4062, 4063, 4065, 4067, 4069, 4153, 4194 |
| Naponta 1 járat által érintett.                                                                                    |                                                                  |         | |
| ∫ | Sajókaza vasútállomás                                            | ∫       | személyvonat – Sajókaza (92) |
| 11 | Sajókaza vasútállomás, bejárati út                               | 8.4 km  | 1054, 1369, 1384, 1410, 1411 3408, 3770, 3773, 4057, 4058, 4059, 4060, 4061, 4062, 4063, 4065, 4067, 4069, 4153, 4194 |
| Tanítási napokon 6; tanszünetben munkanapokon 5; szabadnapokon 1; munkaszüneti napokon 2 járat által nem érintett. |                                                                  |         | |
| 12 | Sajókaza, községháza                                             | 9.9 km  | 4057, 4059, 4060, 4061, 4065, 4067, 4069 |
| 13 | Sajókaza, emlékmű                                                | 10.3 km | 4057, 4059, 4060, 4061, 4065, 4067, 4069 |
| Tanítási napokon 5; tanszünetben munkanapokon 4; szabadnapokon 1; munkaszüneti napokon 2 járat által nem érintett. |                                                                  |         | |
| 14 | Sajókaza, iskola                                                 | 10.8 km | 4057, 4059, 4060, 4061, 4067, 4069 |
| 15 | Sajókaza, malom                                                  | 11.1 km | 4057, 4059, 4060, 4061, 4067, 4069 |
| 16 | Sajókaza, Sólyombánya autóbusz-forduló vonalközi végállomás      | 11.8 km | 4057, 4059, 4060, 4061, 4067, 4069 |
| 17 | Sajókaza, malom                                                  | 12.5 km | 4057, 4059, 4060, 4061, 4067, 4069 |
| 18 | Sajókaza, iskola                                                 | 12.8 km | 4057, 4059, 4060, 4061, 4067, 4069 |
| 19 | Sajókaza, emlékmű                                                | 13.3 km | 4057, 4059, 4060, 4061, 4065, 4067, 4069 |
| 20 | Sajókaza, községháza                                             | 13.7 km | 4057, 4059, 4060, 4061, 4065, 4067, 4069 |
| 21 | Vadna, községháza                                                | 16.5 km | 1054, 1369, 1384, 1410, 1411 3408, 3770, 3773, 4057, 4058, 4059, 4060, 4061, 4062, 4063, 4065, 4067, 4153, 4194 |
| 22 | Sajógalgóci elágazás                                             | 19.2 km | 1369, 1384, 1410, 1411 3770, 3773, 4057, 4062, 4063, 4065, 4067, 4194 |
| 23 | Sajógalgóc, Rákóczi utca 69.                                     | 21.2 km | 3773, 4057, 4062, 4063, 4065, 4067 |
| 24 | Sajógalgóc, temető végállomás                                    | 21.6 km | 3773, 4057, 4062, 4063, 4065, 4067 |